# Sinan Albayrak
Sinan Albayrak (Hanau, 27 febbraio 1973) è un attore turco, noto per aver interpretato il ruolo di Kemal Özcan nella serie Love Is in the Air (Sen Çal Kapımı).

## Biografia
Sinan Albayrak è nato il 27 febbraio 1973 ad Hanau (Germania), da padre Ziya Albayrak (che si trasferì in Germania nei primi anni 60 per motivi lavorativi) e da madre Gülbeyaz Albayrak. Ha un fratello che si chiama Hakan Albayrak, che è un giornalista, scrittore e attivista. Quest'ultimo è tra gli attivisti che hanno navigato verso Gaza con la Mavi Marmara Ship.

## Carriera
Sinan Albayrak si è laureato presso il conservatorio statale dell'Università di Istanbul, successivamente ha preso lezioni impartite da Yıldız Kenter. Ha recitato in varie serie televisive come nel 1993 in Geçmişin İzleri e in Ferhunde Hanımlar, nel 1996 in Kara Melek, nel 1999 in Yılan Hikayesi, nel 2000 in Şaşıfelek Çıkmazı, nel 2001 in Karanlıkta Koşanlar e in Nasıl Evde Kaldım, nel 2002 in Unutma Beni, nel 2004 in Omuz Omuza, nel 2005 in Kurtlar Vadisi e in Sessiz Gece, nel 2006 in Kadın Severse e in Beyaz Gelincik, nel 2007 in Yersiz Yurtsuz e in Parmaklıklar Ardında, nel 2012 in Sen De Gitme, nel 2013 in Tozlu Yollar e in Leyla ile Mecnun, el 2014 in O Hayat Benim, nel 2015 in Kurtlar Vadisi Pusu, nel 2019 in Kalk Gidelim, nel 2020 in İyi Günde Kötü Günde, nel 2020 e nel 2021 in Love Is in the Air (Sen Çal Kapımı), nel 2021 in Camdaki Kiz, nel 2021 e nel 2022 in Kanunsuz Topraklar, nel 2022 in Yalniz Kurt, in Askin Yolculugu: Haci Bayram Veli e in Kasaba Doktoru. Oltre ad aver recitato in serie televisive, ha preso parte anche a vari film come nel 1998 in Herşey Çok Güzel Olacak, nel 2005 in Döngel Kârhanesi, nel 2006 in Çinliler Geliyor, nel 2007 in Sis ve Gece e in Bayrampaşa: Ben Fazla Kalmayacağım, nel 2008 in Kilit e in Kiralık Oda, nel 2010 in Esrefpaşalılar, nel 2011 in Takim: Vatan sana canim feda e in Sultan'ın Sırrı, nel 2014 in Yunus Emre-Aşkın Sesi e nel 2016 in Somuncu Baba: Askin Sirri.

## Filmografia

### Cinema
- Herşey Çok Güzel Olacak, regia di Ömer Vargı (1998)
- Döngel Kârhanesi, regia di Hakan Algül (2005)
- Çinliler Geliyor, regia di Zeki Ökten (2006)
- Sis ve Gece, regia di Turgut Yasalar (2007)
- Bayrampaşa: Ben Fazla Kalmayacağım, regia di Hamdi Alkan (2007)
- Kilit, regia di Ceyda Asli Kiliçkiran (2008)
- Kiralık Oda, regia di Murat Ergun e Atilla Özdemir (2008)
- Esrefpaşalılar, regia di Hüdaverdi Yavuz (2010)
- Takim: Vatan sana canim feda, regia di Sami Güçlü (2011)
- Sultan'ın Sırrı, regia di Hakan Sahin (2011)
- Yunus Emre-Aşkın Sesi, regia di Kürsat Kizbaz (2014)
- Somuncu Baba: Askin Sirri, regia di Kürsat Kizbaz (2016)

### Televisione
- Geçmişin İzleri – serie TV (1993)
- Ferhunde Hanımlar – serie TV (1993)
- Kara Melek – serie TV (1996)
- Yılan Hikayesi – serie TV (1999)
- Şaşıfelek Çıkmazı – serie TV (2000)
- Karanlıkta Koşanlar – serie TV (2001)
- Nasıl Evde Kaldım – serie TV (2001)
- Unutma Beni – serie TV (2002)
- Omuz Omuza – serie TV (2004)
- Kurtlar Vadisi – serie TV (2005)
- Sessiz Gece – serie TV (2005)
- Kadın Severse – serie TV (2006)
- Beyaz Gelincik – serie TV (2006)
- Yersiz Yurtsuz – serie TV (2007)
- Parmaklıklar Ardında – serie TV (2007)
- Sen De Gitme – serie TV (2012) – Mehmet
- Tozlu Yollar – serie TV (2013)  – Tayfun
- Leyla ile Mecnun – serie TV (2013)
- O Hayat Benim – serie TV (2014)
- Kurtlar Vadisi Pusu – serie TV (2015)
- Kalk Gidelim – serie TV (2019)
- İyi Günde Kötü Günde – serie TV (2020)
- Love Is in the Air (Sen Çal Kapımı) – serie TV (2020-2021)
- Camdaki Kiz – serie TV (2021)
- Kanunsuz Topraklar – serie TV (2021-2022)
- Yalniz Kurt – serie TV (2022)
- Askin Yolculugu: Haci Bayram Veli – serie TV (2022)
- Kasaba Doktoru – serie TV (2022)

## Teatro
- Dönme Dolap (2019)

## Doppiatori italiani
Nelle versioni in italiano dei suoi film e delle sue serie TV, Sinan Albayrak è stato doppiato da:
- Stefano Valli[14] in Love Is in the Air[15]